# Waltendorf
Waltendorf est le 9e arrondissement de la ville autrichienne de Graz, capitale de la Styrie. Il est situé dans l’est de la ville. Il avait 12 148 habitants au 1er janvier 2021 pour une superficie de 4,48 km2.

## Lieux et monuments
On trouve notamment à Waltendorf Lustbühel, une colline où se trouvent l’observatoire de Lustbühel et le château de Lustbühel.